# Malokahovka, Kahovka
Malokahovka (în ucraineană Малокаховка) este o comună în raionul Kahovka, regiunea Herson, Ucraina, formată numai din satul de reședință.

## Demografie
Componența lingvistică a comunei Malokahovka
     Ucraineană (50,53%)
     Rusă (49,03%)
     Alte limbi (0,22%)
Conform recensământului din 2001, majoritatea populației comunei Malokahovka era vorbitoare de ucraineană (50,53%), existând în minoritate și vorbitori de rusă (49,03%).